# One Million Plan

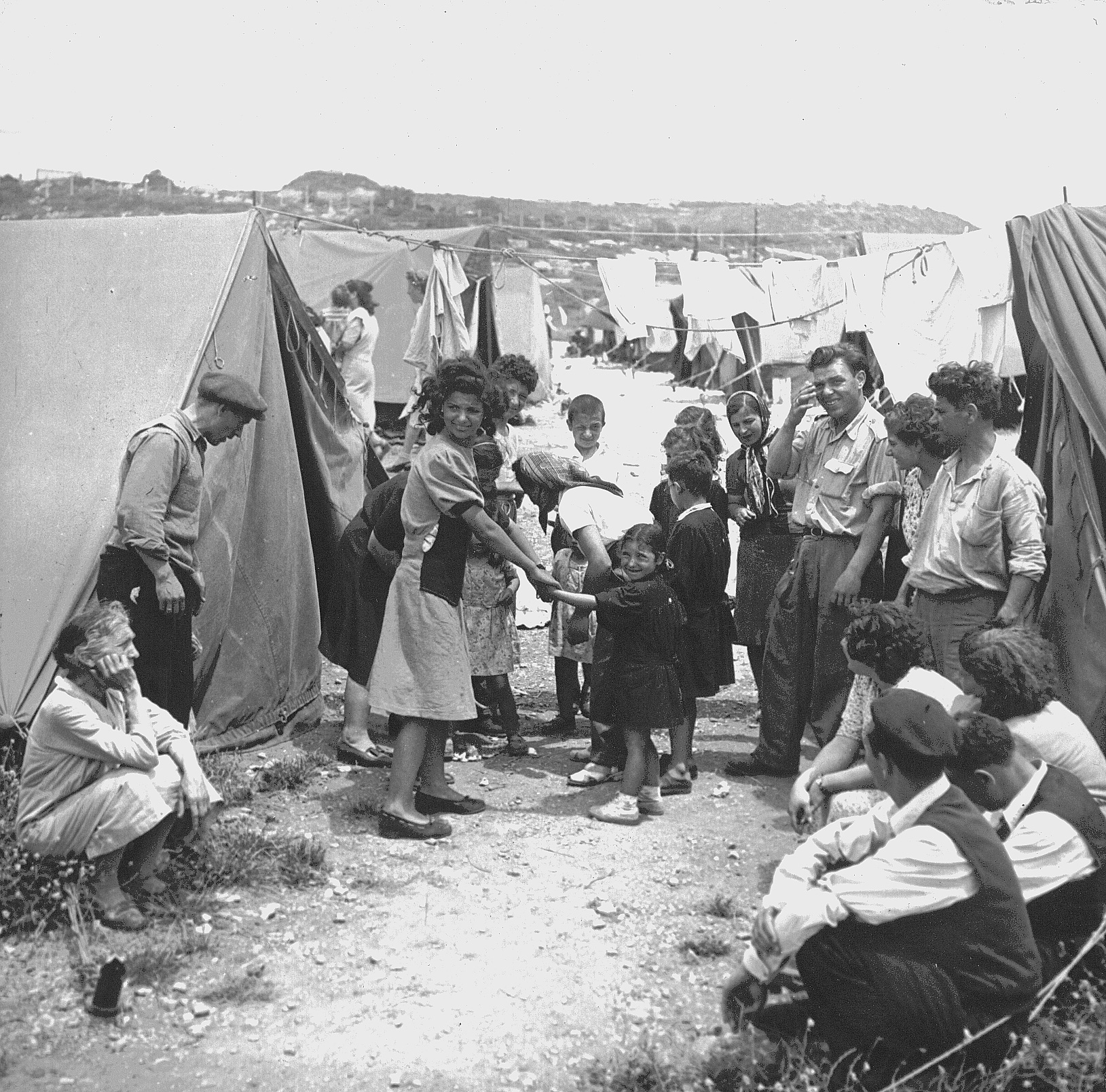
Der Plan umfasste detaillierte Vorschläge für Einwanderung und Transitlager; die nachfolgenden maʿebbarot wurden als „ein Produkt“ des One Million Plans beschrieben.

Der One Million Plan (hebräisch תָּכְנִית הַמִּלְיוֹן Tåchnīt haMīljōn, deutsch ‚Plan der Million‘, Plene: hebräisch תוכנית המיליון) war ein strategischer Plan für die Einwanderung und Integration von einer Million Juden aus Europa, dem Nahen Osten und Nordafrika nach Mandatspalästina, innerhalb eines Zeitraums von 18 Monaten. Nachdem er 1944 von der Exekutive der Jewish Agency for Israel abgestimmt wurde, wurde er zur offiziellen Politik der zionistischen Führung. Die Umsetzung eines bedeutenden Teils des One Million Plans erfolgte nach der Gründung des Staates Israel im Jahr 1948.
Als 1944 das Ausmaß der Dezimierung der Juden im Holocaust bekannt wurde, korrigierte man das ursprüngliche Ziel der Biltmore-Konferenz, zwei Millionen Einwanderer aufzunehmen, nach unten. Der Plan wurde erstmals überarbeitet, um Juden aus dem Nahen Osten und Nordafrika als eine einheitliche Kategorie in den Einwanderungsplan aufzunehmen. In den Jahren 1944–45 beschrieb Ben-Gurion den Plan gegenüber ausländischen Beamten als „das Hauptziel und oberste Priorität der zionistischen Bewegung.“
Die fortlaufenden Einwanderungsbeschränkungen durch das britische Weißbuch von 1939 bedeuteten, dass ein solcher Plan nicht sofort umgesetzt werden konnte. Nach der Gründung Israels präsentierte die Regierung von Ben Gurion der Knesset einen neuen Plan – die Bevölkerung von 600.000 innerhalb von vier Jahren zu verdoppeln. Die israelische Historikerin Devorah Hacohen beschreibt den Widerstand gegen diese Einwanderungspolitik innerhalb der neuen israelischen Regierung, wie jene, die argumentierten, es gäbe „keine Rechtfertigung für die Organisation einer großangelegten Emigration unter Juden, deren Leben nicht in Gefahr war, insbesondere wenn der Wunsch und die Motivation nicht ihre eigenen waren“, sowie jene, die argumentierten, dass der Integrationsprozess „unangemessene Härten“ verursachte. Die Stärke von Ben-Gurions Einfluss und Beharrlichkeit stellte jedoch sicher, dass die uneingeschränkte Einwanderung fortgesetzt wurde.
Der Plan wurde als „ein entscheidendes Ereignis bei der ‘Vorstellung’ des jüdischen Staates“ charakterisiert und als „der Moment, in dem die Kategorie der mizrachischen Juden im heutigen Sinne des Begriffs als eine ethnische Gruppe, die sich von in Europa geborenen Juden unterscheidet, geschaffen wurde.“  Die umfangreiche Einwanderung in den ersten Jahren nach der Unabhängigkeitserklärung Israels war das Ergebnis dieser Politikänderung, die eine Masseneinwanderung begünstigte und sich auf Juden aus arabischen und muslimischen Ländern konzentrierte.

## Hintergrund
Auf der Biltmore-Konferenz 1942 vertrat Ben-Gurion die Ansicht, dass zwei Millionen Juden nach Palästina auswandern sollten, um die notwendige jüdische Mehrheit zu bilden, die zur Gründung des auf der Konferenz geforderten jüdischen Commonwealth erforderlich war. Man ging damals davon aus, dass die meisten Einwanderer Aschkenasim sein würden. Ben-Gurion erläuterte seine Pläne vor einer Versammlung von Experten und jüdischen Führern:

„Unsere zionistische Politik muss nun den jüdischen Bevölkerungsgruppen in den arabischen Ländern besondere Aufmerksamkeit widmen. Wenn es Diasporas gibt, deren Beseitigung unsere Pflicht ist und die wir mit größtmöglicher Dringlichkeit durch die Ansiedlung dieser Juden in der Heimat erfüllen müssen, dann sind es die arabischen Diasporas: Jemen, Irak, Syrien, Ägypten und Nordafrika, sowie die Juden Persiens und der Türkei. Was das europäische Judentum derzeit erlebt, verpflichtet uns, besonders besorgt um das Schicksal der Diasporas im Nahen Osten zu sein. Diese jüdischen Gruppen sind die Geiseln des Zionismus… Unser erster Schritt mit Blick auf die kommenden Ereignisse ist die Einwanderung. Aber die Wege der Einwanderung aus Europa sind jetzt verlassen. Die [Türen] sind fest verschlossen, und es gibt nur wenige Länder, die eine Landverbindung zum Land Israel haben – die Nachbarländer. All diese Überlegungen sind Anlass zur Sorge und zu besonderer Aktivität, um die Juden in den arabischen Ländern schnellstmöglich ins Land Israel zu bringen. Es ist ein Zeichen großen Versagens des Zionismus, dass wir das Exil im Jemen noch nicht beseitigt haben. Wenn wir das Exil im Irak nicht durch zionistische Mittel beseitigen, besteht die Gefahr, dass es durch hitlerische Mittel beseitigt wird.“

## Der Planungsausschuss
Ben-Gurion forderte Anfang 1941 eine erste Analyse über das Aufnahmepotenzial des Landes an und beauftragte Ende 1942 einen „Masterplan“ für die vorgeschlagene Einwanderung. Er ernannte einen Planungsausschuss von Experten, um zu erforschen, wie die Wirtschaft des Mandatsgebietes Palästina eine Million neuer jüdischer Einwanderer unterstützen könnte.
Der Planungsausschuss (hebräisch ועדת התיכון Waʿadat HaTichon, auch bekannt als „Das Komitee der Vier“), wurde eingerichtet, um einen Entwurf zu entwickeln, seine Leitprinzipien festzulegen, Untergruppen von Experten für verschiedene Sektoren zu schaffen und deren Arbeit zu überwachen. Ben-Gurion glaubte, dass er durch die Auswahl der Ausschussmitglieder sowohl für die Planungsarrangements als auch für deren politische Aspekte Unterstützung gewinnen könnte. Ben-Gurion war der Vorsitzende des Ausschusses, zu dem auch Elieser Kaplan, der Schatzmeister der Jewish Agency, Eliʿezer Hoofien, der Vorsitzende der Anglo-Palestine Bank, Emil Schmorek, der Leiter der Abteilung für Handel und Industrie der Jewish Agency, und ein dreiköpfiges Sekretariat bestehend aus Ökonomen gehörten.
Das Komitee trat erstmals am 11. Oktober 1943 in Kaplans Haus zusammen, wo beschlossen wurde, sich wöchentlich im Gebäude der Jewish Agency in Jerusalem zu treffen. Ben-Gurion nahm regelmäßig teil und prüfte die Berichte der Untergruppen im Detail. Das Komitee richtete Untergruppen ein, bestehend aus Experten, die die Planungsfragen bezüglich der Entwicklung von Land, Wasser, Siedlung, Industrie, Verkehr, Wohnen, Finanzen und mehr untersuchten. Der Planungsausschuss legte Berichte während des gesamten Jahres 1944 und Anfang 1945 vor.
Unter den ersten Themen, die vom Ausschuss diskutiert wurden, war die Definition seiner Ziele. Ben-Gurion formulierte zwei Ziele: 1. Die Ansiedlung von zwei Millionen Juden innerhalb von 18 Monaten und die Ausarbeitung eines Plans, der eine solche Ansiedlung erleichtern sollte, und 2. Die wissenschaftliche Untersuchung der Fakten, die mit einer solchen Ansiedlung zusammenhängen, wie die benötigte Wassermenge, die Beschaffenheit des Bodens, das Klima und so weiter. Die anderen Mitglieder des Ausschusses hielten das erste Ziel für unrealistisch. Schließlich gab Ben-Gurion nach und stimmte zwei Plänen zu. Dem „großen“ Plan – der schnellen Ansiedlung einer Million Juden und der Schaffung einer jüdischen Mehrheit und jüdischen Herrschaft – und dem „kleinen“ Plan, der Ansiedlung einer weiteren Million Juden innerhalb weniger Jahre.

## Der Plan
„Die Bedeutung des [Ein-Millionen-Plans] lag auf der Ebene des Prinzips, denn er spiegelte die Haltung der zionistischen Institutionen gegenüber den Juden aus islamischen Ländern als potenzielle Bürger des jüdischen Staates wider, ein Engagement für ihr Wohl und ihre Sicherheit und die Anerkennung der Bedeutung der zionistischen Tätigkeit unter ihnen. Diese Botschaft, dass Palästina jüdische Einwanderer aus islamischen Ländern wollte, kam laut und deutlich an, und ihre Echos waren in allen jüdischen Gemeinden in diesen Ländern zu hören.“

Der Plan, der die Ankunft einer Million Juden innerhalb von 18 Monaten vorsah, wurde im Sommer 1944 fertiggestellt und lieferte Details zu Transport, Flüchtlingslagern und der erforderlichen Finanzierung.
Der Plan wurde erstmals am 24. Juni 1944 dem Exekutivkomitee der Jewish Agency vorgestellt, nicht als operativer Plan, da zu diesem Zeitpunkt immer noch die britischen Einwanderungsbeschränkungen galten, sondern als politischer Plan, um die Anforderungen der Zionistischen Organisation am Ende des Zweiten Weltkriegs zu formulieren. Ab 1944 wurde der Plan zur offiziellen Politik der zionistischen Führung, und die Einwanderung von Juden aus arabischen und muslimischen Ländern wurde „explizit oder implizit in allen Erklärungen, Zeugnissen, Memoranden und Forderungen der Jewish Agency vom Zweiten Weltkrieg bis zur Gründung des Staates“ erwähnt.
Ben-Gurion sah die Einwanderung als oberste Priorität des zionistischen Projekts an, war sich jedoch der Herausforderungen eines solchen großangelegten Projekts bewusst, und äußerte sich nach dem arabisch-israelischen Krieg von 1948 wie folgt:

„Das Wichtigste ist die Aufnahme von Einwanderern. Dies verkörpert alle historischen Bedürfnisse des Staates. Wir hätten das Westjordanland, die Golanhöhen, ganz Galiläa erobern können, doch diese Eroberungen hätten unser Territorium nicht so sehr verstärkt wie die Einwanderung. Die Verdopplung und Verdreifachung der Anzahl der Einwanderer gibt uns immer mehr Stärke… Das ist das Wichtigste von allem. Ansiedlung – das ist die wirkliche Eroberung.“

– Ben-Gurion

Die erste organisatorische Maßnahme des Plans war der Ende 1943 erstellte allgemeine Aktionsplan mit dem Titel „Der einheitliche Pionier in die östlichen Länder“, der einen Kurs für Gesandte der Einwanderungsabteilung der Jüdischen Agentur vorsah, die später in islamische Länder entsandt werden sollten. Diese Aktivitäten in islamischen Ländern verloren nach dem Zweiten Weltkrieg an Dringlichkeit und Anziehungskraft. Infolgedessen schwanden die ihnen gewidmeten Ressourcen: Die Anzahl der Aktivisten in diesen Ländern war im Vergleich zu Europa verschwindend klein, und es gab nicht einmal genug von ihnen, um das Bestehende aufrechtzuerhalten.

## Potenzielle Einwanderer
Die Untersuchung der Herkunft von Einwanderern und deren Umfang spielte eine wichtige Rolle in den Beratungen der Planungskommission. Ihnen wurden umfangreiche Daten vorgelegt – die Verteilung und Anzahl der Juden in jedem Land, einschließlich der Bevölkerungsveränderungen während des Zweiten Weltkriegs, sowie Analysen der wirtschaftlichen und beruflichen Möglichkeiten in diesen Gemeinschaften. Auf Basis dieser Daten wurde die Zusammensetzung der einer Million Einwanderer, die ins Land kommen sollten, ermittelt. Drei Hauptgruppen wurden zunächst als Kandidaten für die sofortige Einwanderung in Betracht gezogen:
- jüdische Holocaust-Überlebende in Achsenmächte-Ländern – etwa 535.000 Personen;
- Flüchtlinge des Zweiten Weltkriegs in neutralen und alliierten Ländern, von denen geschätzt wird, dass 30 % einwandern möchten – 247.000;
- geschätzte 20 % der jüdischen Bevölkerung islamischer Länder – 150.000.

Die Möglichkeit einer kleineren Anzahl von Personen aus den ersten Gruppen wurde berücksichtigt, in welchem Fall es mehr Einwanderer aus der dritten Gruppe geben würde. Mitte 1944, als das Ausmaß des Holocaust bekannt wurde, begann man sich auf potenzielle Einwanderung aus muslimischen Ländern zu konzentrieren. Der Schwerpunkt des Plans lag auf Juden aus dem Irak, Syrien, der Türkei, dem Iran und dem Jemen.
Als das Ausmaß des Holocaust klarer wurde, wurde der Anteil der Juden aus arabischen und muslimischen Ländern im Plan erhöht. Im Juli 1943 präsentierte Eliyahu Dobkin, der Leiter der Einwanderungsabteilung der Jewish Agency, eine Karte mit den geschätzten 750.000 Juden in islamischen Ländern und stellte fest:

„… viele der Juden in Europa werden im Holocaust umkommen und die Juden Russlands sind eingeschlossen. Daher ist der quantitative Wert dieser Dreiviertelmillion Juden zu einem höchst wertvollen politischen Faktor im Rahmen des Weltjudentums aufgestiegen. Die wichtigste Aufgabe, vor der wir stehen, ist die Rettung dieses Judentums, [und] die Zeit ist gekommen, einen Angriff auf dieses Judentum für eine zionistische Eroberung zu starten.“

Ebenso äußerte sich Ben-Gurion am 28. September 1944 in einer Sitzung des Exekutivkomitees der Jewish Agency: „Mein Minimum waren früher zwei Millionen: jetzt, da wir vernichtet wurden, sage ich eine Million“. Am 30. Juli 1945 vermerkte Ben-Gurion in seinem Tagebuch:

„Wir müssen alle aus Block 5 [die Juden aus islamischen Ländern], die meisten aus Block 4 [Westeuropa], alles Mögliche aus Block 3 [Osteuropa] und Pioniere aus Block 2 [die Juden aus englischsprachigen Ländern] so schnell wie möglich herüberbringen.“

Eines der Themen, das während der Diskussionen über den Ein-Millionen-Plan aufkam, war die Sicherheit der jüdischen Gemeinschaften in islamischen Ländern. In einer Rede vor dem Zentralkomitee der Mapai im Jahr 1943 äußerte Eliyahu Dobkin seine Ansicht, dass die Gründung Israels in Arabisch Palästina eine Gefahr für Juden in anderen arabischen Ländern darstellen würde. Ben-Gurion schrieb zur ähnlichen Zeit von „der Katastrophe, der die Juden in den östlichen Ländern aufgrund des Zionismus gegenüberstehen“. Meir-Glitzenstein merkte an, dass diese „düsteren Prognosen“ sich als falsch erwiesen hätten. Obwohl sich der Status und die Sicherheit der Juden in arabischen Ländern erheblich verschlechtert hätten und sie politischer und wirtschaftlicher Verfolgung ausgesetzt gewesen seien – besonders in der angespannten Zeit des Unabhängigkeitskrieges –, habe es keine Massaker gegeben, und es habe keine Gefahr für das Überleben der Juden bestanden. Obwohl die Juden blutige Zwischenfälle in Kairo (November 1945 und Juni bis November 1948), Tripolis (4.–7. November 1945), Aden (1947) und Marokko (1947) erlebt hätten und obwohl lokale Armee- und Polizeikräfte an diesen Vorfällen beteiligt gewesen seien, seien die Angriffe insgesamt begrenzt gewesen und nicht das Ergebnis einer Regierungspolitik oder -initiative gewesen.
Maßnahmen wurden eingeführt, um die zionistische Aktivität in den Zielländern zu verstärken und sicherzustellen, dass die Einwanderer kommen würden. Esther Meʾir-Glitzenstein merkt an, dass „Interessanterweise führt Ben-Gurion politische und rationale Gründe für die Aufnahme jüdischer Vertriebener aus Europa an, während er bei der Einwanderung der Juden aus islamischen Ländern nicht nur politische und rationale Gründe nennt, sondern auch eine kulturell-orientalistische Erklärung anführt, da die ‘Degeneration’ des Ostens eines der grundlegenden Elemente dieser Wahrnehmung war.“

## Nach der Gründung Israels
Die Umsetzung wesentlicher Teile des One Million Plan wurde im Staat Israel nach dessen Gründung im Jahr 1948 realisiert. Dazu gehörte die Massen-Aliyah, das Errichten von Einwandererlagern und Maʿebbarot, das Wiedergutmachungsabkommen zwischen Israel und Bundesdeutschland, der National Water Carrier sowie der Nationale Rahmenplan.
Durch den Abzug der britischen Truppen und die Gründung des Staates Israel im Mai 1948 fielen die Einwanderungsbeschränkungen weg, was es ermöglichte, die politischen Änderungen umzusetzen, die sich auf eine Massen-Alijah konzentrierten, insbesondere auf Juden aus arabischen und muslimischen Ländern. Die Regierung Ben Gurions präsentierte anschließend der Knesset einen Plan, die Bevölkerung von 600.000 innerhalb von vier Jahren zu verdoppeln. Diese Einwanderungspolitik stieß innerhalb der neuen israelischen Regierung auf einige Opposition, wie diejenigen, die argumentierten, dass es „keine Rechtfertigung für die Organisation einer großangelegten Emigration unter Juden gab, deren Leben nicht in Gefahr war, insbesondere wenn der Wunsch und die Motivation nicht ihre eigenen waren“ sowie diejenigen, die argumentierten, dass der Integrationsprozess „unangemessene Härten“ verursachte. Die Kraft von Ben-Gurions Einfluss und Beharrlichkeit stellte jedoch sicher, dass die uneingeschränkte Einwanderung fortgesetzt wurde.
Laut Dr. Irit Katz waren die Maʿebbarot Lager das Produkt des „One Million Plan“. Dr. Roy Kozlovsky merkt an, dass die vorherige Existenz des Ein-Millionen-Plans darauf hindeutet, dass „das Konzept der Maʿebbara tatsächlich die Voraussetzung für und nicht die Folge von Masseneinwanderung war“. Dr. Piera Rossetto beschrieb die Debatte um die Bedingungen der Maʿebbarot und äußerte ihre Meinung, dass „das kontroverseste Thema in dieser Hinsicht nicht das Ergebnis (z.B. die Maʿebbarot) der Wahl ist, sondern die Wahl selbst, so viele tausend Einwanderer nach Israel zu bringen, gemäß der Idee des ‚One Million Plan‘, der 1944 von Ben Gurion vorgestellt wurde.“